# Championnat de Belgique de football de deuxième division 2018-2019
Navigation
saison précédente saison suivante
Le Championnat de Belgique de football D2 2018-2019 est la cent-deuxième édition du championnat belge de Division 2, mais la troisième édition sous l'appellation « Division 1B».
À la suite d'une importante réforme de la structure pyramidale du football belge survenue en 2016, le championnat, qui ne comporte dès lors plus que 8 clubs professionnels, se compose de deux périodes au cours desquelles les différentes formations s'affrontent en allers-retours. Au terme de la saison, les vainqueurs de chaque période s'affrontent et le gagnant est sacré champion de Division 1B et promu de Division 1A.
Par ailleurs, les trois formations les mieux classées du championnat au terme de la saison, à l'exception du champion, participent aux Playoffs 2 en compagnie de 9 formations de Division 1 A. Les quatre formations les moins bien classées du championnat jouent, quant à elles, les Play-down afin de déterminer le club, qui sera relégué à l'échelon inférieur.

## Critères de participation
Parmi les critères d'octroi de la licence pour jouer en Division 1B , citons:
- Avoir 17 joueurs sous contrat (avec le statut professionnel)
- Disposer d'un stade de minimum 8.000 places dont minimum 5.000 assises
- Disposer d'un éclairage de 800 LUX.

Dans un autre domaine, les clubs participant à la Division 1-B devraient percevoir 500,000 euro par saison provenant des droits télévisés du football professionnel.
Pour la saison 2018-2019, les critères d'obtention de licence dite D1A seront aussi d'application pour la D1B.

## Reprise d'anciens matricules
Formé par l'association de trois cercles louvanistes, le club de Oud-Heverlee Leuven a obtenu, en juin 2018, l'autorisation de reprendre le plus ancien des trois matricules à savoir le 18. Ce fait est rendu possible car aucune fusion n'est intervenue lors de la constitution de l'entité commune et que l'ancien matricule 18, le K. Stade Leuven, a été à l'époque radié sans être affublé de créances ouvertes .
De son côté, en décembre 2018, le K. FC Olympia Beerschot Wilrikj a racheté - à l'URBSFA qui est propriétaire des matricules - l'ancien matricule 13 (7 fois champion national) de son plus glorieux devancier, le K. Beerschot VAC, disparu en juin 1999 trois mois avant son Centenaire,

## Clubs participants à la saison 2018-2019
| Club                                       | En Division 2 depuis | Classement 2017-2018 | Budget (en M€) | Entraîneur         | Depuis | Stade                 | Capacité |
| ------------------------------------------ | -------------------- | -------------------- | -------------- | ------------------ | ------ | --------------------- | -------- |
| Yellow-Red Koninklijk Voetbalclub Mechelen | 2018                 | 16e (Division 1)     | 11             | Wouter Vrancken    | 2018   | Stade AFAS            | 16 700   |
| Oud-Heverlee Leuven                        | 2016                 | 2e                   | 7              | Nigel Pearson      | 2017   | Stade Den Dreef       | 10 020   |
| Koninklijk FC Olympia Beerschot-Wilrijk    | 2017                 | 3e                   | 6              | Stijn Vreven       | 2016   | Kiel                  | 12 771   |
| Koninklijk sport Vereniging Roeselare      | 2010                 | 5e                   | 4              | Nano               | 2018   | Stade du Schiervelde  | 9 461    |
| Royale Union Saint-Gilloise                | 2015                 | 6e                   | NC             | Luka Elsner        | 2018   | Stade Joseph Marien   | 8 100    |
| Konoinklijk Voetbal Club Westerlo          | 2014                 | 7e                   | 4,2            | Bob Peeters        | 2017   | Het Kuipje            | 8 035    |
| Association Football Clubs Tubize          | 2009                 | 8e                   | 3              | Christian Bracconi | 2017   | Stade Edmond Leburton | 8 100    |
| Lommel Sport Kring                         | 2018                 | 1er D1 A             | 2              | Tom Van Imschoot   | 2017   | Stade Soeverein       | 8 000    |

### Localisation des clubs participants
| \| Malines Beerschot-Wilrijk Roeselare Union SG OH Leuven Tubize Westerlo Lommel \| Localisation des clubs engagés en Division 1B 2018-2019 |
| Malines Beerschot-Wilrijk Roeselare Union SG OH Leuven Tubize Westerlo Lommel                                                               |

### Villes et stades
| OH Leuven                         | K. FC Olympia Beerschot-Wilrijk       | YR KV Mechelen               | R. Union St-Gilloise                   |
| --------------------------------- | ------------------------------------- | ---------------------------- | -------------------------------------- |
| Stade Den Dreef Capacité : 10 020 | Kiel Capacité : 12 771                | Stade AFAS Capacité : 16 700 | Stade Joseph Marien Capacité : 8 100   |
|                                   |                                       |                              |                                        |
| Lommel SK                         | K. SV Roeselare                       | K. VC Westerlo               | AFC Tubize                             |
| Stade Soeverein Capacité : 8 000  | Stade du Schiervelde Capacité : 9 461 | Het Kuipje Capacité : 8 035  | Stade Edmond Leburton Capacité : 8 100 |
|                                   |                                       |                              |                                        |

## Organisation

### Périodes et finale éventuelle
Cette division est jouée en deux périodes de 14 matchs par clubs (qui se rencontrent en matchs aller/retour). Un classement général final, regroupant les points des deux périodes, est établi sur 28 rencontres par club.
Si les deux périodes connaissent des vainqueurs différents, ceux-ci s'affrontent dans une finale aller/retour, dont le vainqueur est décrété "champion de Division 1B" et promu en Division 1A.
Évidemment, la montée en Division 1A/Jupiler Pro League (et donc la participation à l'éventuelle finale) est subordonnée à l'obtention de la licence obligatoire pour jouer en D1A. Si un des vainqueurs de période n'est pas en ordre de licence, c'est l'autre club qui est promu. "N'est pas en ordre" signifie "avoir demandé et se l'être vue refusée par une décision aura été coulée en force de chose jugée" (donc tous recours épuisés et refus).
Si les deux vainqueurs de période (ou celui qui aurait remporté les deux périodes) ne sont pas en ordre de licence pour la D1A, c'est alors le club (étant en ordre de licence) le mieux classé au classement général final qui est promu. Ces mesures restent identiques si un club désigné champion et annoncé promu n'est pas en ordre de licence ultérieurement, c'est-à-dire quand "la décision aura été coulée en force de chose jugée" (par exemple par la CBAS)

### Play-off 2
Au maximum, trois formations de Division 1B pourront participer aux "Play-off 2" en compagnie des clubs classés de la 7e à la 15e place de la Division 1A/Jupiler Pro League . Ces trois clubs sont les trois formations les mieux classées au classement général final de D1B (excepté le champion).
Mais ce nombre de "trois" ne doit pas nécessairement être atteint s'il n'y a pas suffisamment de clubs de D1B qui répondent aux conditions d'accès (avoir demandé une licence pour la D1A et que celle-ci n'ait pas été refusée, ne pas être interdit de transfert, disposer des infrastructures prévues pour la D1A à la date du 15 février précédent les Play-off 2.).

### Play-down
Des "Play-down", par matchs aller/retour, sont organisés entre les quatre formations les moins bien classées au classement général final. L'équipe la moins bien classée de ces "Play-down" est reléguée en Division 1 Amateur si le champion de cette division est en ordre de licence pour monter en D1B .

### Entraîneurs 2018-2019
| Club                        | Entraîneur                                                      | Date embauche                    | Date licenciement       |
| --------------------------- | --------------------------------------------------------------- | -------------------------------- | ----------------------- |
| K. FC Ol. Beerschot-Wilrijk | Stijn Vreven                                                    | 24/05/2018                       |                         |
| OH Leuven                   | Nigel Pearson Vincent Euvrard                                   | 22/09/2017 08/02/2019            | 03/02/2019 .            |
| Lommel SK                   | Tom Van Imschoot                                                | 30/10/2017                       |                         |
| YR KV Mechelen              | Dennis van Wijk Wouter Vrancken                                 | 24/01/2018 21/08/2018            | 20/08/2018 .            |
| K. SV Roeselare             | Jordi Condom Auli Victoriano Rivas Álvaro Juan Gutiérrez Moreno | 25/01/2018 09/01/2018 11/01/2019 | 10/11/2018 08/01/2019 . |
| R. Union St-Gilloise        | Luka Elsner                                                     | 23/05/2018                       |                         |
| AFC Tubize                  | Christian Bracconi                                              | 13/11/2017                       |                         |
| K. VC Westerlo              | Bob Peeters                                                     | 05/12/2017                       |                         |

## Résultats et classement
Légendes et abréviations
- Vainqueur d'une période et qualifié pour la finale annuelle éventuelle

 : Relégué de D1 en fin de saison 2017-2018
: Promu de D1 Amateur en fin de saison 2017-2018

### Période 1
Cette période 1 s'est jouée du 3 août 2018 au 11 novembre 2018
- Vainqueur: YR KV Mechelen

#### Classement Période 1
- Remarque: Montée en D1A, maintien ou descente sont conditionnés à l'octroi des licences concernées.

| Rang | Équipe                          | Pts | J  | G | N | P | Bp | Bc | Diff |
| ---- | ------------------------------- | --- | -- | - | - | - | -- | -- | ---- |
| 1    | YR KV MECHELEN                  | 30  | 14 | 9 | 3 | 2 | 29 | 9  | +20  |
| 2    | R. Union St-Gilloise            | 24  | 14 | 7 | 3 | 4 | 23 | 14 | +9   |
| 3    | K. FC Olympia Beerschot-Wilrijk | 24  | 14 | 7 | 3 | 4 | 19 | 19 | 0    |
| 4    | Lommel SK                       | 22  | 14 | 6 | 4 | 4 | 21 | 20 | +1   |
| 5    | K. VC Westerlo                  | 19  | 14 | 6 | 1 | 7 | 16 | 20 | -4   |
| 6    | OH Leuven                       | 15  | 14 | 4 | 3 | 7 | 19 | 24 | -5   |
| 7    | K. SV Roeselare                 | 13  | 14 | 3 | 4 | 7 | 14 | 24 | -10  |
| 8    | AFC Tubeke                      | 9   | 14 | 2 | 3 | 9 | 18 | 23 | -5   |

##### Résultats des matchs de la Période 1
| Résultats (▼dom., ►ext.)                                   | BEE | OHL | LOM | KVM | ROE | USG | TUB | WES |
| K. FC Ol. Beerschot-Wil.                                   |     | 3-1 | 1-3 | 1-0 | 2-1 | 1-0 | 1-0 | 1-1 |
| OH Leuven                                                  | 1-1 |     | 1-2 | 1-1 | 0-2 | 1-3 | 4-1 | 1-3 |
| Lommel SK                                                  | 1-2 | 1-1 |     | 0-3 | 3-1 | 1-0 | 2-2 | 0-1 |
| YR KV Mechelen                                             | 3-0 | 3-0 | 1-2 |     | 3-0 | 2-1 | 1-0 | 2-0 |
| K. SV Roeselare                                            | 2-1 | 0-4 | 2-2 | 2-2 |     | 1-1 | 2-1 | 0-1 |
| R. Union St-Gilloise                                       | 2-0 | 1-2 | 1-1 | 2-2 | 2-0 |     | 3-2 | 2-0 |
| AFC Tubeke                                                 | 3-3 | 3-1 | 0-2 | 0-3 | 0-0 | 0-2 |     | 2-0 |
| K. VC Westerlo                                             | 1-2 | 0-1 | 4-1 | 0-3 | 2-1 | 1-3 | 2-1 |     |
| - Victoire à domicile - Match nul - Victoire à l'extérieur |     |     |     |     |     |     |     |     |

- NOTE: La rencontre OH Leuven-Lommel SK, doit encore être jouée. Elle a été remise à la suite du décès accidentel du propriétaire du club, Monsieur Vichai Srivaddhanaprabha, également propriétaire du club anglais de Leicester City. - Ce match est reprogrammé le mardi 4 décembre 2018.

### Période 2
Cette période 2 est jouée du 18 novembre 2018 au 3 mars 2019.
- Vainqueur: K. FC Olympia Beerschot-Wilrijk

#### Classement Période 2
- Remarque: Montée en D1A, maintien ou descente sont conditionnés à l'octroi des licences concernées.

| Rang | Équipe                          | Pts | J  | G | N | P | Bp | Bc | Diff |
| ---- | ------------------------------- | --- | -- | - | - | - | -- | -- | ---- |
| 1    | K. FC OLYMPIA BEERSCHOT-WILRIJK | 30  | 14 | 8 | 6 | 0 | 29 | 14 | +15  |
| 2    | YR KV Mechelen                  | 29  | 14 | 8 | 5 | 1 | 26 | 16 | +10  |
| 3    | R. Union St-Gilloise            | 21  | 14 | 6 | 3 | 5 | 18 | 15 | +3   |
| 4    | K. SV Roeselare                 | 20  | 14 | 5 | 5 | 4 | 19 | 17 | +2   |
| 5    | K. VC Westerlo                  | 15  | 14 | 3 | 6 | 5 | 12 | 17 | -5   |
| 6    | OH Leuven                       | 14  | 14 | 4 | 2 | 8 | 21 | 24 | -3   |
| 7    | AFC Tubeke                      | 14  | 14 | 4 | 2 | 8 | 13 | 22 | -9   |
| 8    | Lommel SK                       | 9   | 14 | 2 | 3 | 9 | 13 | 26 | -13  |

##### Résultats des matchs de la Période 2
| Résultats (▼dom., ►ext.)                                   | BEE | OHL | LOM | KVM | ROE | USG | TUB | WES |
| FC Ol. Beerschot-Wilrijk                                   |     | 3-2 | 3-0 | 0-0 | 1-1 | 3-1 | 5-2 | 1-1 |
| OH Leuven                                                  | 2-2 |     | 3-1 | 1-3 | 0-1 | 1-2 | 0-2 | 3-0 |
| Lommel SK                                                  | 0-2 | 2-3 |     | 1-1 | 0-1 | 0-2 | 1-0 | 2-1 |
| YR KV Mechelen                                             | 1-1 | 2-1 | 3-2 |     | 2-2 | 0-5 | 3-1 | 3-0 |
| K. SV Roeselare                                            | 1-2 | 3-1 | 4-2 | 0-0 |     | 1-1 | 0-1 | 1-1 |
| R. Union St-Gilloise                                       | 1-1 | 2-1 | 1-0 | 1-2 | 1-2 |     | 1-0 | 0-0 |
| AFC Tubeke                                                 | 1-3 | 1-3 | 0-0 | 0-3 | 3-2 | 2-0 |     | 0-0 |
| K. VC Westerlo                                             | 1-2 | 0-0 | 2-2 | 1-3 | 2-0 | 2-0 | 1-0 |     |
| - Victoire à domicile - Match nul - Victoire à l'extérieur |     |     |     |     |     |     |     |     |

- La rencontre "Union St-Gilloise-Lommel SK" reculée au 6 février.

##### Résume Phase 2
Lors de la reprise de janvier, on atteint la moitié de la deuxième phase. Beerschot Wilrijk et Malines se sont isolés aux commandes avec 17 points. Agréable surprise de Tubize (10) qui pointe au troisième rang.
Contraints au partage lors de la journée n°8, les deux meneurs se neutralisent (0-0) lors de la suivante. Tubize (14) revient à cinq points au classement de période et à 6 unités de la 4e place au "général". Le Beerschot ramène les Tubiziens sur terre lors de la 10e journée (1-3), confirmant que la lutte pour le gain de la période se résume à un duel "Malinwa/ Kielratten".
À deux jours de la clôture, Malines et Beerschot-Wilrijk restent au coude-à-coude avec 28 points. et une différence de buts équivalente. Le Beerschot est devant pour un but inscrit en plus.
Beerschot Wilrijk est contraint à deux partages mais conserve la première place de cette période, car le "Malinwa" est corrigé à domicile par l'Union St-Gilloise (0-5).

### Classement général (Période 1 + Période 2)
- Remarque: Montée en D1A, maintien ou descente sont conditionnés à l'octroi des licences concernées.

Légendes et abréviations
- Champion de D1B et promu en D1A
- clubs ayant le droit de participer au "Play-off 2" de la D1A/Jupiler League
- clubs devant le "Play-off 3" pour le maintien

 : Relégué de D1 en fin de saison 2017-2018
: Promu de D1 Amateur en fin de saison 2017-2018
- Dernière mise à jour: Compétition terminée

| Rang | Équipe                   | Pts | J  | G  | N | P  | Bp | Bc | Diff |
| ---- | ------------------------ | --- | -- | -- | - | -- | -- | -- | ---- |
| 1    | YR KV Mechelen           | 58  | 28 | 17 | 8 | 3  | 55 | 25 | +30  |
| 2    | FC Ol. Beerschot-Wilrijk | 54  | 28 | 15 | 9 | 4  | 48 | 33 | +15  |
| 3    | R. Union St-Gilloise     | 45  | 28 | 13 | 6 | 9  | 41 | 29 | +12  |
| 4    | K. VC Westerlo           | 34  | 28 | 9  | 7 | 12 | 28 | 37 | -9   |
| 5    | K. SV Roeselare          | 33  | 28 | 8  | 9 | 11 | 33 | 41 | -8   |
| 6    | Lommel SK                | 31  | 28 | 8  | 7 | 13 | 34 | 46 | -12  |
| 7    | OH Leuven                | 29  | 28 | 8  | 5 | 15 | 40 | 48 | -8   |
| 8    | AFC Tubize               | 23  | 28 | 6  | 5 | 17 | 28 | 48 | -20  |

## Finale
Deux clubs différents ont remporté chacun une des deux "périodes", ils s'affrontent en matchs aller/retour. La rencontre "aller" se déroule sur terrain de l'équipe la moins bien classée au classement général (Période 1  + Période 2). Le vainqueur de cette finale est décrété champion de Division 1B et promu en Division 1A.
- Vainqueur Période  1: YR KV Mechelen
- Vainqueur Période  2: KFCO Beerschot Wilrijk

|        | Dates        | Équipe 1               | Équipe 2               | Score 90 | Score Prol. | Tirs au but |
| Aller  | 9 mars 2019  | KFCO Beerschot Wilrijk | YR KV Mechelen         | 0-0      | X-X         | X-X         |
| Retour | 16 mars 2019 | YR KV MECHELEN         | KFCO Beerschot Wilrijk | 2-1      | N/A         | N/A         |

### Montée remise en cause
Concerné par une enquête à la suite de révélations faisant état de falsification de match lors de la rencontre face à Waasland-Beveren la saison précédente, le YR KV Mechelen voit sa promotion remise en cause par la parquet de l'Union Belge . Plusieurs séances doivent se tenir devant différentes instances fédérales. Le 30 avril 2019, la "Commission des litiges d'appel" établit le calendrier afin que passage éventuel devant la CBAS, la procédure soit clôturée pour le 29 juin 2019. La fédération demande aussi la relégation du club de Waasland-Beveren.
Cinq entités sont concernées. Outre le KV Malines et Waasland-Beveren, les clubs du Beerschot Wilrijk (montant de remplacement éventuel), de Lokeren (maintien possible en D1A) et de l'AFC Tubize (éviterait la descente en D1 Amateur selon les sanctions infligées). Ces 3 parties doivent rendre leurs conclusions pour le jeudi 9 mai 2019. Malines, Waasland-Beveren et 13 personnes mises en cause doivent fournir leurs conclusions écrites pour le jeudi 16 mai 2019. Une première audience est fixée au samedi 18 mai 2019. Des interrogatoires et auditions sont ensuite fixées les 20 et 21, avant une première intervention que "Procureur fédéral" doit rentrer pour le 24. Le lendemain le parquet fédéral est entendu. Dernières auditions avec les plaidoiries des défenses concernées prévues les 27 et 28 mai.
Le 1er juin, la Commission d’Appel des litiges de l’Union belge rend son verdict : le FC Malines est condamné à rester en D1B pour la saison prochaine. De plus, le club démarrera la saison avec un retrait de 12 points, étalé sur les deux périodes. Le FC Malines sera entre autres interdit de jouer la Ligue Europa 2019-2020 et la Coupe de Belgique. Par conséquent, c’est le K Beerschot VA qui évoluera en D1A la saison prochaine.

## Play-off 3
Ce tournoi particulier est joué en six journées (chaque formation se rencontre deux fois) du 22 mars 2019 au 26 avril 2019.
Les équipes concernées entament ce Play-off 3 avec 50 % des points acquis au classement général final. Si nécessaire, on arrondit à l'unité supérieure Lafin d'obtenir un nombre entier. À l'issue de 6 journées, le dernier classé descend en D1 Amateur si un club de cette division est en ordre de licence pour la D1A et classé en ordre utile.
Légendes et abréviations

### Résultats des matchs du Play-off 3
| Résultats (▼dom., ►ext.)                                   | OHL | LOM | ROE | TUB |
| OH Leuven                                                  |     | 1-0 | 3-0 | 0-1 |
| Lommel SK                                                  | 0-2 |     | 0-1 | 3-0 |
| K. SV Roeselare                                            | 2-2 | 0-1 |     | 4-0 |
| AFC Tubize                                                 | 0-3 | 1-1 | 1-1 |     |
| - Victoire à domicile - Match nul - Victoire à l'extérieur |     |     |     |     |

#### Résumé Play-Offs 3
Avec une victoire d'entrée, OH Leuven prend la tête du mini-classement. Contraint au partage par Roulers, l'AFC Tubize reste relégable avec trois points de retard sur Lommel. En outre, le club du Brabant wallon apprend que sa licence 2019-2020 ne lui est pas accordée en première instance par la commission ad hoc. Le club doit se représenter devant les responsables fédéraux le 3 avril 2019.
À mi-parcours de ces "PO3", les quatre formations restent groupées sur 3 points. Cependant le suspense s'estompe car Tubize est clairement un ton en dessous de ces rivales. Après deux défaites, la cause est entendue et la relégation un fait mathématique. Avec de dossier disciplinaire "Malines-Waasland" ouvert, les Brabançons peuvent-ils croire à un nouveau repêchage comme une saison plus tôt ?

## Résumé de la saison
- Champion: YR KV Mechelen 1re titre en Division 1B (7e titre au 2e niveau)

Deuxième titre de Division 1B (30e titre au 2e niveau) pour la Province d'Anvers.
| Région flamande (6)              | Région flamande (6) | Région wallonne (2)               | Région wallonne (2) |
| -------------------------------- | ------------------- | --------------------------------- | ------------------- |
| Province d'Anvers                | 3                   | Province de Hainaut               | 0                   |
| Province de Flandre-Occidentale  | 1                   | Province de Liège                 | 0                   |
| Province de Flandre-Orientale    | 0                   | Province de Luxembourg            | 0                   |
| Province de Limbourg             | 1                   | Province de Namur                 | 0                   |
| Province du Brabant flamand      | 1                   | Province du Brabant wallon        | 1                   |
| Région de Bruxelles-Capitale VFV | 0                   | Région de Bruxelles-Capitale ACFF | 1                   |

À partir de la saison 2017-2018, le Brabant est également scindé en ailes linguistiques. Les cercles de la Région de Bruxelles-Capitale doivent choisir leur appartenance entre VFV et ACFF. La grande majorité opte pour l'ACFF..

### Promu en D1A (Jupiler Pro League)
- KFCO Beerschot Wilrijk (sous réserve dossier discplinaire Malines/Waasland-Beveren)

### Relégué de D1 A (Jupiler Pro League)
- KSC Lokeren (sous réserve dossier discplinaire Malines/Waasland-Beveren)

### Relégué en D1 Amateur
- AFC Tubize (sous réserve dossier discplinaire Malines/Waasland-Beveren)

## Changement de nom
Au terme de la saison, le K. FC Olympia Beerschot Wilrijk (renommé ainsi en 2014 après avoir été formé en 2013 sur base du K. FC Olympia Wilrijk) change son appellation et devient le Beerschot Voetbal Antwerpen ou Beerschot VA.

## Sources
, dont le lien "Règlement"